# Stéphane Caristan
Pour les articles homonymes, voir Caristan.
Stéphane Caristan est un athlète français, né le 31 mai 1964 à Créteil. Il a été coureur de haies tant sur 110 que sur 400 mètres.

## Biographie

### Carrière sportive
Il rejoint le monde de l'athlétisme en suivant un frère aîné qui a été champion de France de saut à la perche.
Évoluant sur la discipline du 110 mètres haies, il devient champion du monde en salle du 60 mètres haies au Palais omnisports de Paris-Bercy en janvier 1985 dans un temps de 7 s 67 avant de remporter le championnat d'Europe 1986. Son record d'Europe de l'époque, 13 s 20, reste le record de France jusqu'en 2004 où il est effacé par Ladji Doucouré.
Sur la fin de sa carrière sportive, il évolue dans la discipline du 400 mètres haies. Il remporte la finale des Jeux méditerranéens en 1991 à Athènes en 49 s 27  ; puis il  en accroche un record personnel à 48 s 86 en finale des jeux olympiques de Barcelone en 1992 dans laquelle Kevin Young battra le record du monde de la distance et où Stéphane Diagana, autre célèbre coureur français, termina 4e, améliorant son record de France pour le porter à 48 s 13. Caristan finira septième de la course.

### Carrière comme entraîneur
En 1995, il obtient le BEES 1er degré, le BEES 2e degré et le professorat de sport.
De septembre 1996 à juillet 2004, en tant que cadre technique du Ministère de la jeunesse et des sports, il travaille comme entraîneur sur le pôle d'entraînement de l'INSEP. Il s'occupe notamment d'un groupe d'athlète comprenant Aimé-Issa Nthépé, Odiah Sidibé et David Patros.
Il quitte un temps le monde de l'athlétisme pour devenir, entre juillet 2004 et mai 2006, préparateur physique du club de football du SCO Angers qui évolue en Ligue 2 de football, puis en National.
En avril 2006, il revient à l'athlétisme comme entraîneur national et s'occupe de Véronique Mang qui glanera son premier titre de championne de France sur 100 m en juillet 2006. En février 2007, il devient le nouvel entraîneur de Christine Arron. En septembre 2007, il devient également l'entraîneur de Marc Raquil.
Le 1er mai 2010, il décide de quitter le poste de directeur des équipes de France d'athlétisme alors qu'il occupait ce poste depuis septembre 2009. La fédération française d'athlétisme le nomme entraîneur national pour encadrer notamment « les athlètes olympiques s'inscrivant dans le cadre du Parcours d'excellence sportive de la FFA ».
Fin septembre 2010, il quitte son poste d'entraîneur national à la FFA avec amertume.

### Reconversion
De 1985 à 1990, il travaille à la BNP au service "Promotion et actions publicitaires" à Paris.
De 1990 à 1995, il travaille dans l'entreprise de son ex beau-père MOBIDAM.
En mars 2008, il est élu conseiller municipal PS de la ville de Créteil sur la liste du maire sortant Laurent Cathala.
Il est consultant athlétisme sur Eurosport et consultant pour Orange sport pour la Diamond League en compagnie de Christine Arron en 2010.
En août 2016, il est consultant de Canal+ pour les compétitions d'athlétisme des Jeux olympiques d'été de Rio, avec Stéphane Guy et Jean Galfione.
À l'été 2017, il reprend sa place de consultant sur Eurosport pour les championnats du monde d'athlétisme 2017 à Londres.

## Palmarès

### International
| Date | Compétition                    | Lieu         | Résultat | Épreuve     |
| ---- | ------------------------------ | ------------ | -------- | ----------- |
| 1984 | Jeux olympiques                | Los Angeles  | 6e       | 110 m haies |
| 1985 | Jeux mondiaux en salle         | Paris        | 1er      | 60 m haies  |
| 1986 | Championnat d'Europe           | Stuttgart    | 1er      | 110 m haies |
| 1987 | Championnats du monde en salle | Indianapolis | 2e       | 60 m haies  |
| 1992 | Jeux olympiques                | Barcelone    | 7e       | 400 m haies |

### National
- Championnats de France
  - 110 m haies : vainqueur en 1983, 1984, 1985 et 1986
  - 400 m haies : vainqueur en 1992
  - 60 m haies en salle : vainqueur en 1986 et 1987
  - Pentathlon en salle : vainqueur en 1985

### Records
- Détenteur du record d'Europe du 110 m haies en 1986, en 13 s 20
- Recordman de France du 110 m haies à deux reprises : 13 s 28 et 13 s 20 en 1986
- Recordman de France du 60 m haies à trois reprises : 7 s 63 en 1985, 7 s 55 en 1986 et 7 s 50 en 1987
- Recordman de France junior du 110 m haies à 2 reprises en 1983, dont 13 s 86

| Épreuve     | Performance | Lieu      | Date         |
| ----------- | ----------- | --------- | ------------ |
| 110 m haies | 13 s 20     | Stuttgart | 30 août 1986 |
| 400 m haies | 48 s 86     | Barcelone | 6 août 1992  |